# Mina de Lousal

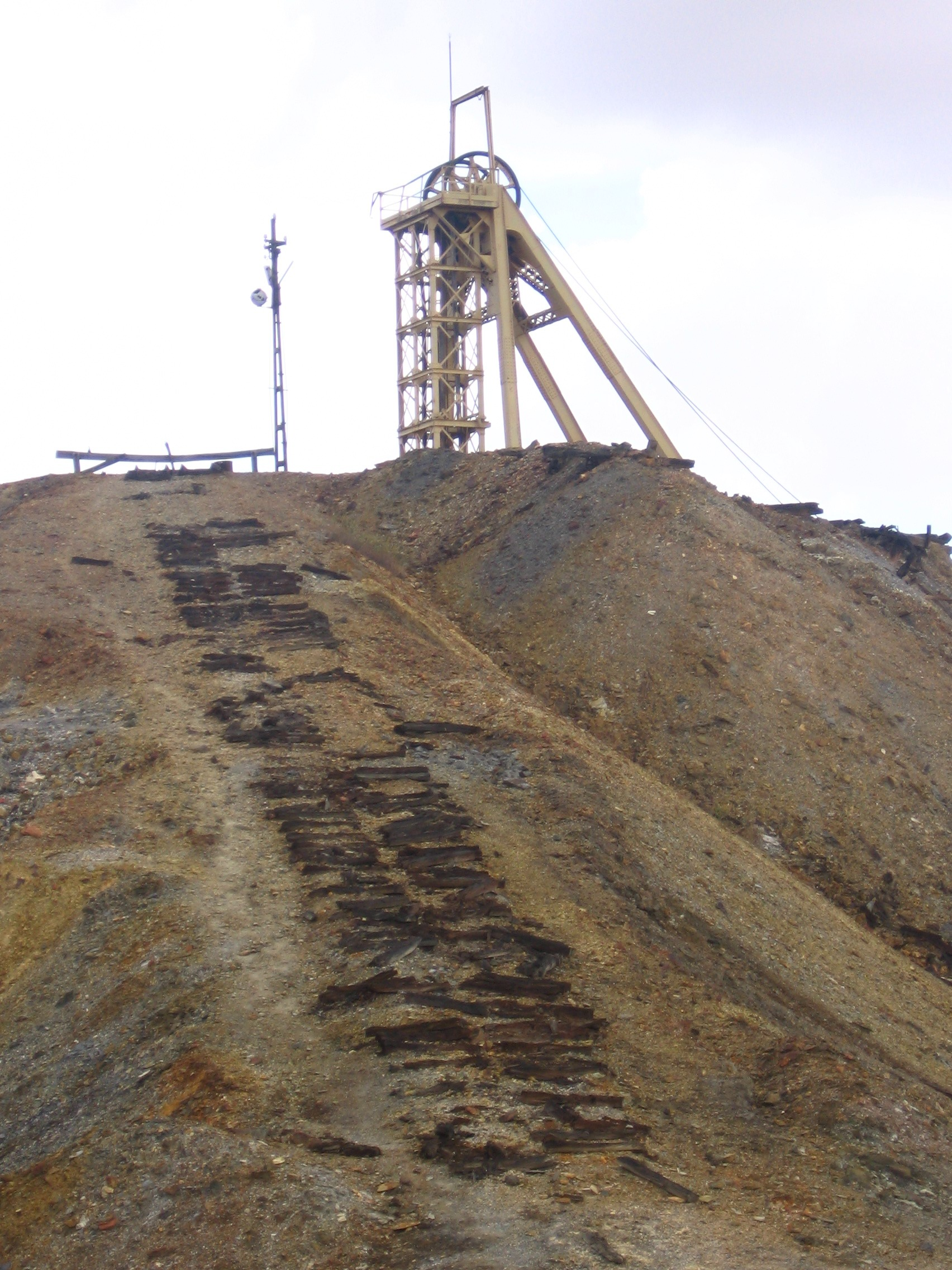
Plano inclinado

A Mina do Lousal (ou Louzal no original) e a respectiva aldeia mineira correspondem a um antigo couto mineiro, situado na freguesia de Azinheira dos Barros e São Mamede do Sádão, concelho de Grândola, distrito de Setúbal, Portugal. Foi explorada em duas fases, primeiro no século XIX, e depois de 1900 a 1988, tendo feito parte do grupo belga SAPEC durante a maior parte da produção. O principal produto era pirita, de onde era extraído enxofre, utilizado na produção de ácido sulfúrico, e que por seu turno era um componente no fabrico de adubos. O encerramento das minas gerou graves problemas económicos na aldeia do Lousal, onde residiam os trabalhadores e as suas famílias, motivo pelo qual a autarquia de Grândola e a SAPEC iniciaram um programa de reabilitação das antigas estruturas mineiras.

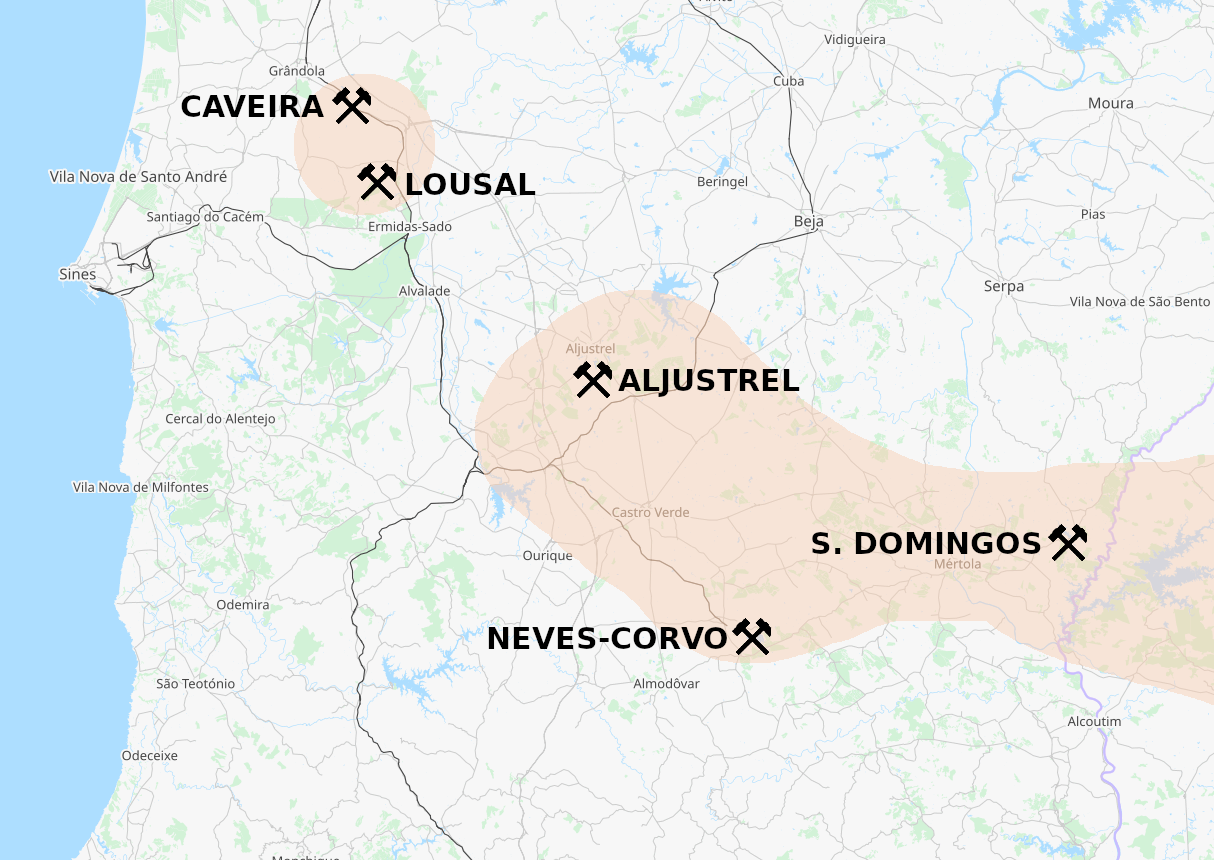
Mapa da Faixa Piritosa Ibérica em Portugal, com as principais minas. A única ainda em operação é a de Neves-Corvo.

## Descrição

### Antiga mina
O antigo complexo mineiro do Lousal situa-se a cerca de 30 Km de Grândola, e a 100 Km de Setúbal. Está situado no extremo Noroeste da Faixa Piritosa Ibérica, situada nas áreas meridionais de Portugal e de Espanha, e que é considerada como uma das áreas metalogenéticas mais ricas do globo em depósitos de sulfuretos polimetálicos. Eram principalmente extraídas pirites, um sulfureto de ferro do qual era produzido enxofre, matéria-prima no fabrico de ácido sulfúrico, que por seu turno era utilizado como adubo.
Entre as estruturas de apoio à exploração mineira, encontravam-se uma central eléctrica, oficinas, um balneário para mineiros, um conjunto de edifícios administrativos, e a casa do ponto e das lanternas.

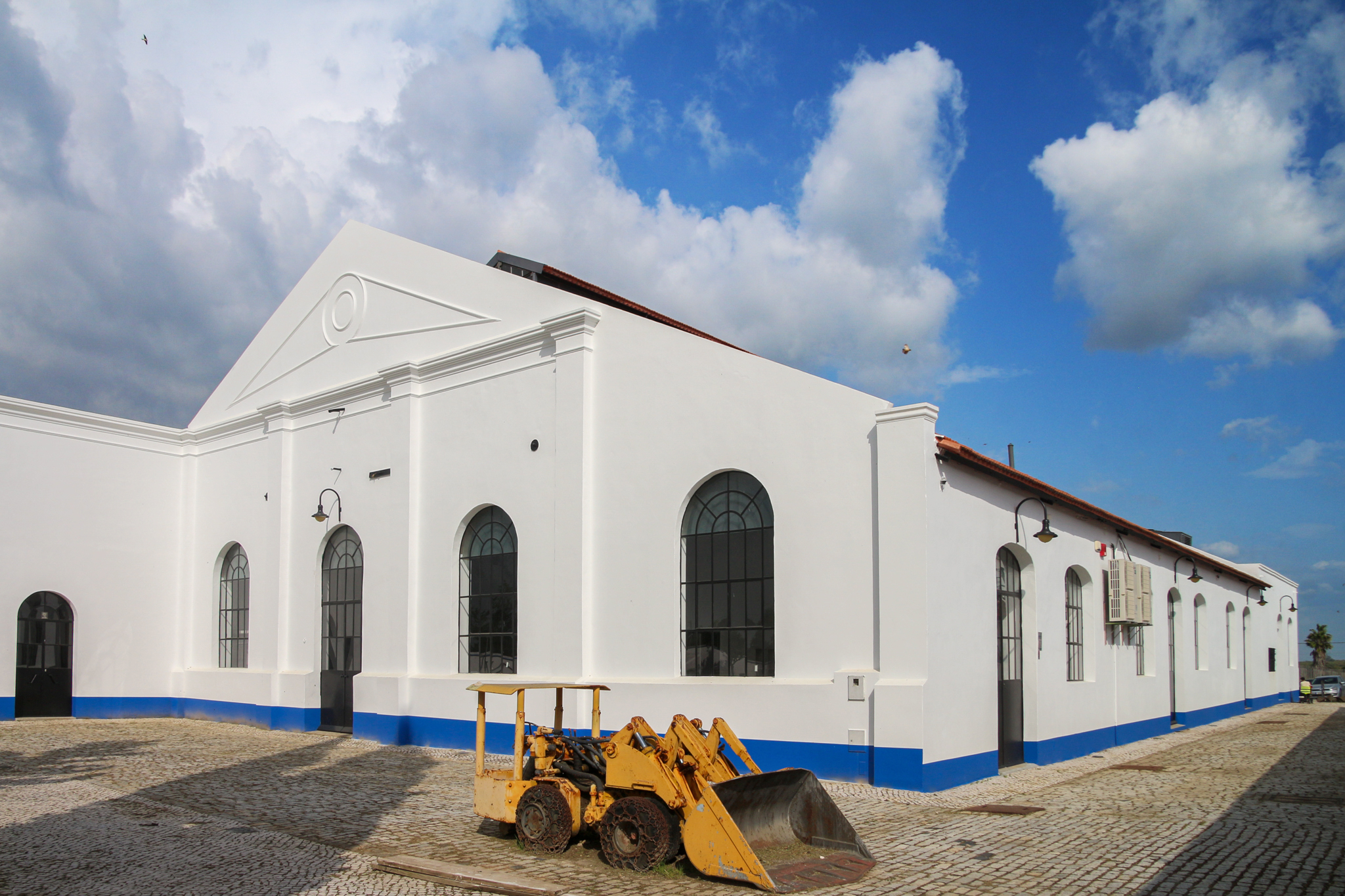
Antiga central eléctrica, onde está situado o Museu Mineiro.

### Museus
Nas antigas instalações mineiras encontram-se dois núcleos museológicos: o Centro Ciência Viva do Lousal – Mina de Ciência, integrado na Rede Ciência Viva, e o Museu Mineiro do Lousal, este último ocupando a edifício da antiga central eléctrica. O Museu Mineiro explica os processos de produção do mineral e a vida quotidiana dos mineiros, enquanto que o Centro de Ciência Viva é dedicado às ciências naturais e a à gestão dos georrecursos.
O conjunto expositivo do Museu Mineiro inclui vários equipamentos, ferramentas, máquinas, móveis e outras peças associadas à exploração mineira no Lousal, além do acervo documental da empresa Mines et Industries. Os núcleos expositivos são formados pela Central de Compressores, Central de Geradores, conjunto de Maquetes de Modelos de Minas do século XIX, Casa de Saúde, Fundo da Mina, Serviços Geológicos, Laboratório Químico e Comunidade Mineira.
Destaca-se igualmente a Galeria Mineira Waldemar, criada a partir da reabilitação do primeiro piso subterrâneo da mina, e cujo nome recorda o engenheiro Waldemar Augusto d’Orey. Tem cerca de 300 m de comprimento, e permite observar várias ferramentas e técnicas ligadas à produção mineira, incluindo a estrutura de suporte da cobertura, conhecida como entivação, servindo também para explicar a diversidade biológica e geológica.

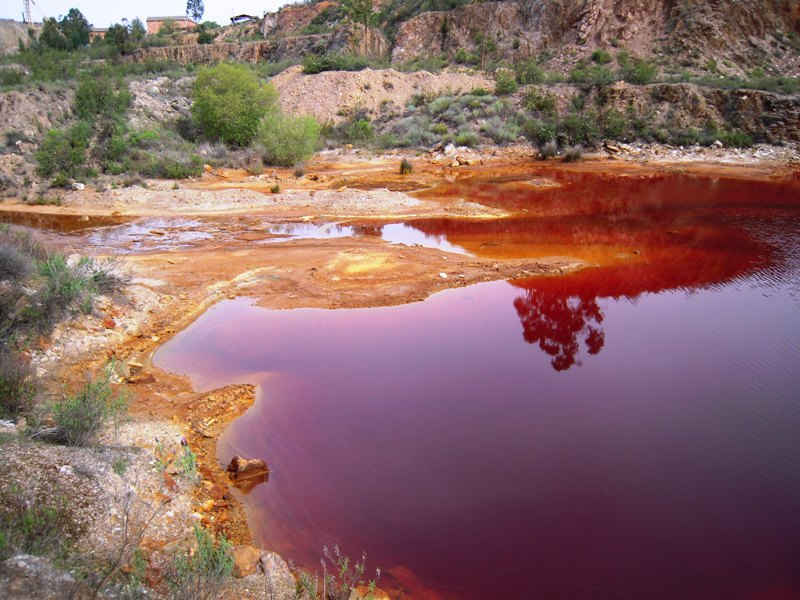
Lagoa situada junto à antiga mina, sendo visível a água em tons vermelhos.

## Problemas ambientais
A exploração das minas causou gravíssimos problemas ambientais na região em redor, levando à forte contaminação das águas e dos solos. O problema mais grave foi o da Ribeira da Corona, que em 2012, vários anos após o encerramento da mina, ainda continuava a apresentar níveis muito elevados de acidez e de contaminação de cobre e zinco, levando à extinção dos organismos aquáticos, e gerando doenças nos animais terrestres que bebiam a sua água.
No sentido de combater a contaminação aquática, foi instalado um conjunto de 17 lagoas ou tanques, divididas em vários grupos com funções distintas. Algumas têm como finalidade retirar as partículas em suspensão, outras contêm calcário para combater a acidez excessiva, e finalmente o terceiro grupo possui plantas especializadas em extrair os metais da água, sendo depois encaminhada para a Ribeira da Corona. De acordo com a sua função, as águas acumuladas nos tanques apresentam cores diferentes, em tons vermelhos e verdes.

## História

### Antecedentes
A área em que se situa a mina foi provavelmente habitada desde o calcolítico, e depois durante a época romana, tendo sido encontrados alguns vestígios de exploração durante este período, incluindo pelo menos uma galeria mineira. A presença romana também é testemunhada pelo monumento do Castelo Velho do Lousal, a uma distância de cerca de um quilómetro da mina. Entre os indícios de ocupação antiga do local, encontram-se moedas, fragmentos de cerâmica de construção e para armazenamento e restos de escórias.
No século XIX assistiu-se a um grande impulso na exploração dos ricos depósitos minerais do Alentejo, incluindo a Mina de Canal Caveira, que começou a laborar em 1863. Na sequência do arranque da produção em Canal Caveira, verificou-se um grande interesse na exploração dos outros jazigos de pirite e ferro no concelho de Grândola, nomeadamente o do Lousal.

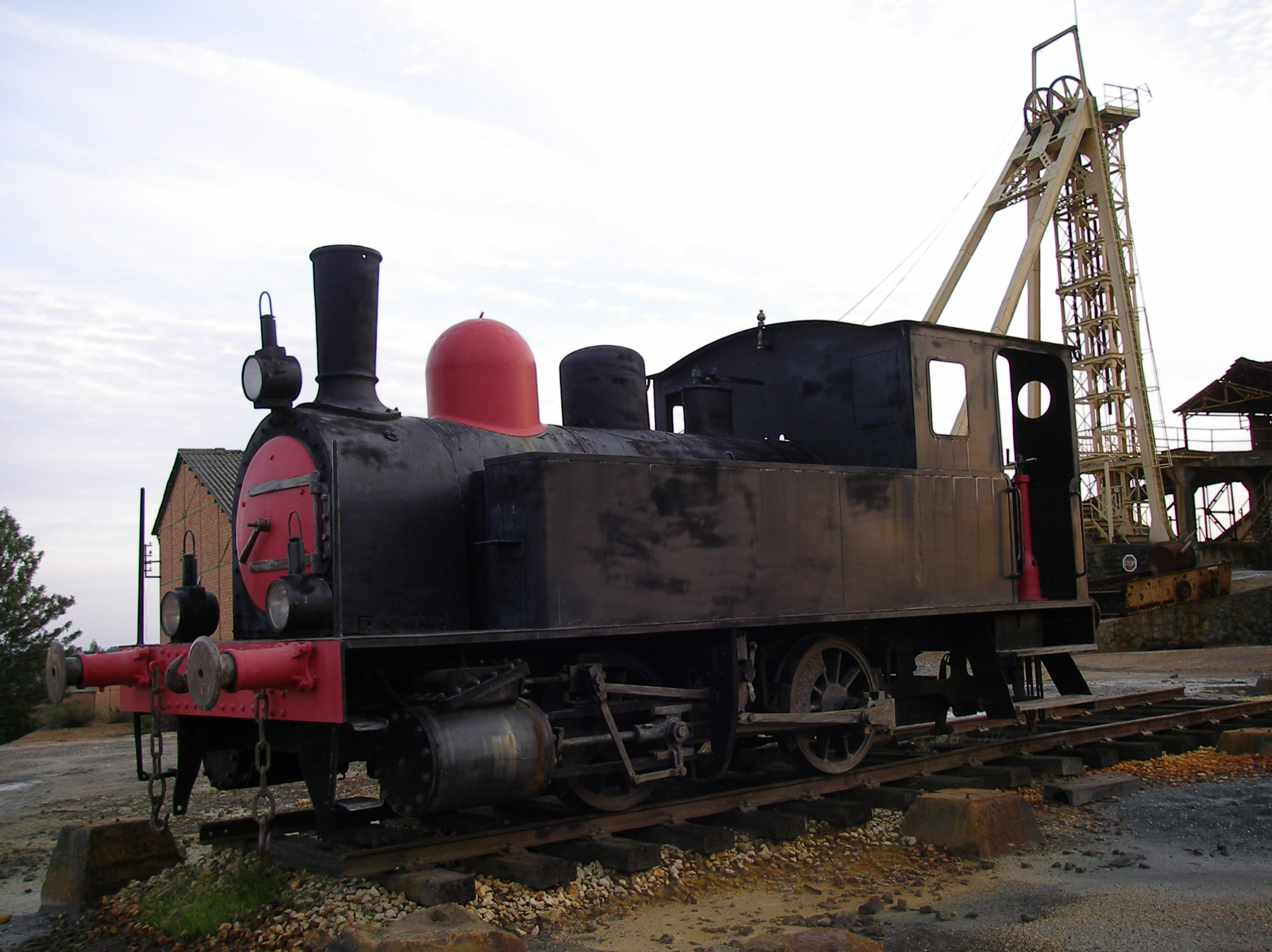
Antiga locomotiva das minas.

### Século XIX
O depósito do Lousal foi descoberto em 1882 pelo lavrador Manuel António, que observou no local a presença de uma formação geológica conhecida como chapéu de ferro. Este registou a mina em seu nome, e cerca de três anos depois recebeu a concessão provisória, que foi transferida para o engenheiro Alfredo Masson. Este iniciou a exploração da mina, tendo esta primeira fase durado até 1899.
Entretanto, nos finais do século foi planeada uma linha férrea de Setúbal a Garvão, passando pelo concelho de Grândola, tendo um dos principais motivos apontados para a construção da linha sido que iria servir os ricos depósitos mineiros da Canal Caveira e do Lousal.

### Décadas de 1900 e 1910
Em 1900 foi atribuída a concessão definitiva a Guilherme Ferreira Pinto Basto e Waldemar d’Orey, iniciando-se a produção ainda nesse ano. Na sequência do arranque da exploração, desenvolveu-se um novo povoado, igualmente conhecido como Lousal. Este processo integrou-se numa fase de expansão na indústria nacional de adubos, iniciada ainda nos últimos anos da monarquia, e depois prosseguida pelo Portugal. O início da produção mineira em Grândola, centrada principalmente no Lousal e em Canal Caveira, em conjunto com o desenvolvimento da indústria corticeira, levaram a profundas modificações no tecido social e económico do concelho. Em 1907, regista-se a descoberta de várias massas mineralizadas no Lousal, por parte do engenheiro Waldemar Augusto de Albuquerque d’Orey (1866 - 1950). Também nesse ano, a casa Burnay mostrou-se interessada na exploração da mina do Lousal, motivo pelo qual fez um proposta para financiar a construção a futura Linha do Sado, que iria servir a mina. Este empreendimento falhou devido a problemas políticos, mas em 1911 o governo autorizou a construção da linha. Esta seria de grande importância, uma vez que melhoraria consideravelmente as comunicações numa vasta área do Alentejo litoral, que lutava contra grandes problemas em termos de transportes, estando até então principalmente dependente da navegação fluvial ao longo do Rio Sado, que se fazia com dificuldades a montante de Alcácer do Sal. Entre os principais beneficiários da construção do caminho de ferro encontravam-se as explorações mineiras do Canal Caveira e Lousal, que assim, poderiam desenvolver a sua produção. O tramo da via férrea até ao Lousal foi inaugurada em 1 de Agosto de 1915.
Entretanto, em 1910 Guilherme Ferreira Pinto Basto e Waldemar d’Orey criaram a Sociedade Minas dos Bairros Lda., para a qual foram cedidos os direitos de exploração, que foram mantidos até 1933. Em 1914 a empresa Henry Burnay & Compagnie começou a fazer a exploração da mina.

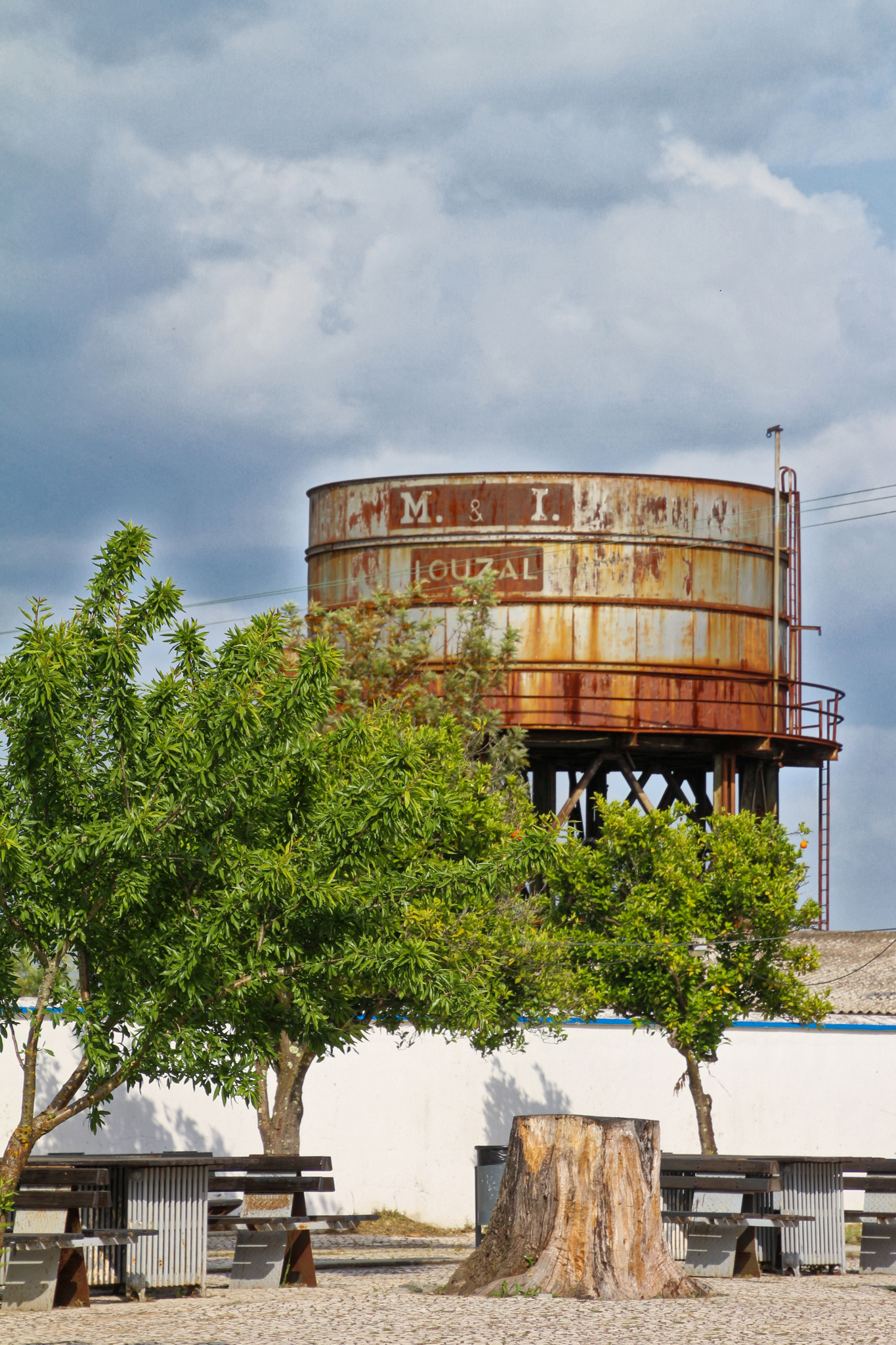
Antiga torre de água nas minas. É ainda visível a sigla M. & I. da empresa Société Anonyme Mines et Industries, e o nome original da mina, Louzal.

### Décadas de 1920 a 1950
Em 1924 a firma de Burnay deixou de estar à frente da produção mineira, que no ano seguinte começou a ser feita pela Sociedade Mines d’Aljustrel. Esta operou a mina até 1936, data em que tanto a concessão como a exploração passaram para a Société Anonyme Mines et Industries, uma empresa de origem belga. Esta foi posteriormente integrada no grupo belga belga SAPEC - Société Anonyme de Produits et Engrais Chimique du Portugal, que tinha começado a laborar em 1926, utilizando como matéria prima as pirites extraídas da mina do Lousal. Um dos principais motivos pelos quais o grupo começou a explorar a mina do Lousal foi a existência do caminho de ferro, que permitiu o transporte fácil e pouco dispendioso dos produtos mineiros até Setúbal. Com efeito, pode ser considerado como um exemplo da introdução de capitais estrangeiros na exploração do potencial mineiro nacional, que até então era muito limitada devido aos problemas em termos de transportes.
Assim, na década de 1930 verificou-se um grande desenvolvimento na produção, causado principalmente pelo aumento na procura das pirites cupríferas, como fonte de ácido sulfúrico. Como parte deste processo, a povoação do Lousal conheceu um grande impulso, tendo atingido cerca de dois mil habitantes em 1960. Em 1937, o minério do Lousal era considerado como um dos principais produtos na rede de caminhos-de-ferro meridionais do país, em conjunto com os produtos das Minas de Aljustrel. O pico de produção foi atingido entre os anos 40 e 60, embora a partir desse ponto a exploração mineira tenha-se tornado gradualmente menos rentável. Uma das principais figuras que ficaram associadas ao período de crescimento da mina do Lousal foi o geólogo alemão Günter Strauss, que ali trabalhou e fez várias investigações entre 1955 a 1965.
Em 1958 Frédéric Velge torna-se director, dando início a uma fase de modernização da Mina do Lousal, que durou até 1962. Durante este processo, realizado com o apoio de Günter Strauss, foram mecanizados os métodos de lavra mineira, que até então eram essencialmente manuais. Foram igualmente desenvolvidas as instalações à superfície, como as oficinas, laboratórios e os equipamentos de descarga do minério. Assim, foi reduzido o número de trabalhadores no fundo da mina, mas aumentou a produtividade e foram consideravelmente melhoradas as condições de trabalho, com uma grande redução na ocorrência de acidentes. A empresa foi igualmente responsável pela introdução de várias melhorias a nível social, com a edificação de habitações, uma casa de saúde, uma farmácia e um salão de festas, o estabelecimento de vários serviços dedicados às crianças, e a criação de cursos preparatórios. No entanto, começa-se a verificar uma redução no número de habitantes da aldeia.
Uma descrição da estação e da mina do Lousal surge no segundo volume da obra Guia de Portugal, publicada por Raul Proença e Sant'Anna Dionísio em 1926: À dir, entre flancos de suave pendente, morrendo como que em byssus sobre as águas, a linda placa azul, muito nítida, da represa do - 126 km Lousal (D.) A represa, como os estabelecimentos e vias decauville que se vêem à beira da linha, à dir., entre escórias de minério, pertencem à mina de cobre da sociedade dos Bairros. Em 1915 a produção foi de 16 073 toneladas de pirites com 4,5 % de cobre; em 1916 trabalhavam na mina 239 operários, exportando-se 13 078 toneladas de ferro com 45% de pirite.»

### Décadas de 1960 e 1970
Em 1961 a empresa Mines et Industries promoveu a construção de uma igreja no Lousal, de forma a melhorar as condições da comunidade mineira. Até à instalação do novo edifício, os ritos religiosos eram feitos num edifício residencial no Bairro da Direcção.  No artigo O Porto de Sines, publicado por Antunes da Silva no jornal República em 22 de Julho de 1969, o autor defendeu a construção de um porto de abrigo em Sines, para melhorar as condições de funcionamento e segurança daquela infraestrutura, e permitir o escoamento dos produtos do Alentejo, como minério do Lousal e de Aljustrel, fomentando assim o desenvolvimento da região.
Em 28 de Maio de 1974, os trabalhadores da mina do Lousal entraram em greve para exigir a demissão do director da empresa, movimento que se inseriu numa vaga de greves que se fez sentir após a Revolução de 25 de Abril de 1974. Na década de 1970, o grupo SAPEC também passou por uma fase de reestruturação, devido às profundas alterações políticas e económicas do país, e às crises financeiras internacionais. Ao mesmo tempo, assistiu-se à entrada dos países asiáticos no mercado global de ácido sulfúrico, vendendo este produto a preços muito reduzidos, e o desenvolvimento da produção de enxofre por meios alternativos, nomeadamente a refinação de hidrocarbonetos. A mina do Lousal foi particularmente atingida por estas alterações, uma vez que os seus depósitos eram muito pobres noutros metais, colocando em risco a sua viabilidade económica.
Ainda assim, em Fevereiro de 1979 a revista 25 de Abril: Comunidades Portuguesas reportou que estava em elaboração um estudo, realizado pela Comissão para o Lançamento do Programa do Aproveitamento Integral das Pirites, que previa o aumento da exploração da Mina de Aljustrel, e possivelmente também no Lousal. Este estudo foi feito durante uma fase de grande desenvolvimento da produção mineira no Alentejo, centrada principalmente na futura Mina de Neves-Corvo.

### Encerramento
Em 31 de Maio de 1988 foi oficialmente encerrada a mina do Lousal. A povoação entrou num profundo processo de declínio com o fim da mina, tendo sofrido uma grande redução no número de habitantes, que chegou a ser apenas cerca de três centenas.

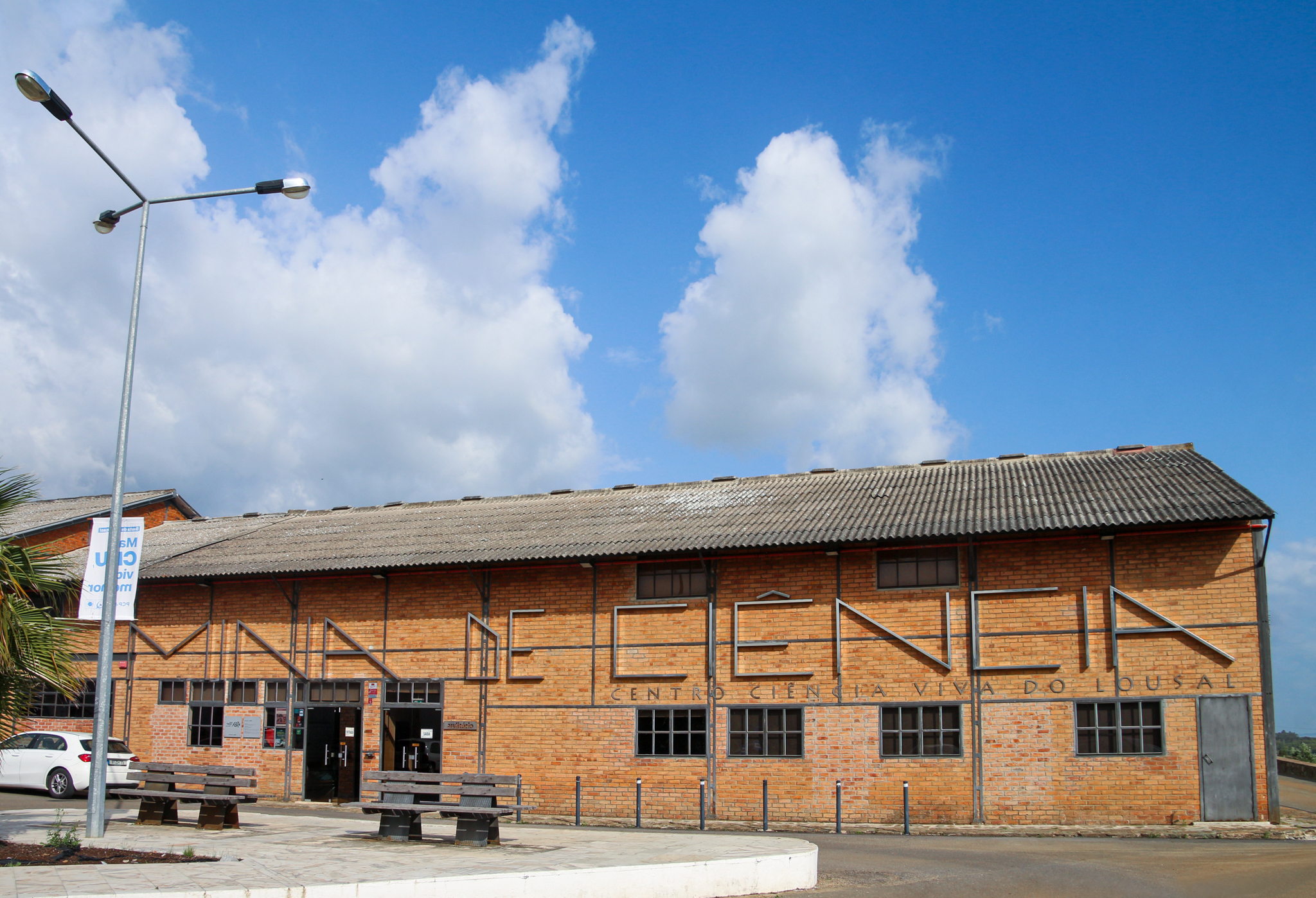
Edifício do Centro de Ciência Viva.

### Recuperação ambiental e fundação do museu
Posteriormente foi instituída a Fundação Frédéric Velge, a partir de um acordo de colaboração entre a empresa SAPEC, que ainda era a proprietária da mina, e a Câmara Municipal de Grândola. Tinha como finalidade combater a desertificação e melhorar as condições sociais e económicas dos habitantes do Lousal, e proceder à valorização do património da mina. Assim, em 1994 foi iniciado o RELOUSAL - Programa de Revitalização e Desenvolvimento Integrado do Lousal, para promover a dinamização das capacidades museológicas, turísticas e ambientais da antiga mina e da aldeia, e cujos princípios orientadores assentavam na recuperação ambiental da área, a regeneração da rede urbana e o desenvolvimento social e económico da aldeia, a promoção científica e tecnológica, e a integração do antigo complexo nas redes mundiais de património mineiro. A primeira fase consistiu na reconversão dos antigos escritórios e serviços administrativos num centro de artesanato, enquanto que na segunda fase foram feitos trabalhos de reabilitação nas antigas oficinas, balneários dos mineiros, e da casa do ponto e das lanternas, onde foi instalado o Centro Ciência Viva do Lousal – Mina de Ciência. A terceira fase incidiu sobre a reabilitação do primeiro piso subterrâneo da mina, que foi renomeado para Galeria Mineira Waldemar, e cuja abertura ao público deu-se em Agosto de 2015. O programa incluiu igualmente a instalação de um hotel rural e de um restaurante. O programa de recuperação ambiental, foi entregue à Empresa de Desenvolvimento Mineiro, especializada na recuperação de áreas degradadas por antigas explorações mineiras, e consistiu principalmente na selagem de selagem de poços e de galerias, e na instalação de infra-estruturas para a descontaminação dos solos e dos meios aquáticos. Em Fevereiro de 2012, já tinham sido gastos cerca de 2,3 milhões de Euros nas obras de reabilitação ambiental, e tinha sido terminada a instalação de uma estação de tratamento, embora tenham continuado os problemas de contaminação da Ribeira da Corona.
As operações decorreram em duas fases, tendo sido visitadas pelo ministro do Ambiente, Jorge Moreira da Silva, em Abril de 2014. Moreira da Silva previu que em breve iria ter início a segunda fase do programa de recuperação, e afirmou-se satisfeito com «o trabalho que aqui vi realizado e com as novas actividades que estão previstas até meados do próximo ano e que permitirão dizer, de uma vez por todas, que, durante o ano de 2015, o passivo ambiental do Lousal está definitivamente resolvido». Elogiou o empreendimento de reabilitação da mina do Lousal como um exemplo de «perfeita simbiose entre as actividades de protecção ambiental» e uma «actividade de desenvolvimento turístico ligado à hotelaria, à restauração, à divulgação e à comercialização de produtos regionais». Em 2013, recebeu o Prémio Geoconservação, organizado pela divisão portuguesa da Associação Europeia para a Conservação do Património Geológico.
Entretanto, em 20 de Maio de 2001 foi inaugurado o museu, situado na antiga central eléctrica. Em 2010 foi criada a Associação Centro Ciência Viva do Lousal, destinada a gerir o Centro de Ciência Viva do Lousal, a Galeria Mineira e o Museu Mineiro, e que tinha como propósito «incorporar, investigar, preservar, valorizar e divulgar o património industrial e mineiro da aldeia do Lousal, bem como promover a ciência e a cultura científica e tecnológica junto da comunidade». Em 24 de Junho de 2017 foi inaugurado um monumento aos mineiros no Lousal. Posteriormente foi feita uma candidatura ao programa operacional Alentejo 2020, para financiar a iniciativa AMPERE+CT – Arqueologia Mineira e Património Eléctrico como Recursos Educativos mais Cultura e Turismo, que tinha como finalidade fazer obras de reabilitação e valorização do museu, restaurar o conjunto de maquetes Os Modelos de Minas do século XIX - Engenhos de Exploração de Exploração Mineira, desenvolver várias soluções multimédia dos conteúdos expositivos, e instituir um centro de documentação. Em Dezembro de 2024 foi reaberto o Museu Mineiro, depois de ter sido alvo de obras de requalificação.